# Bösleben-Wüllersleben
Bösleben-Wüllersleben est une commune allemande de l'arrondissement d'Ilm, Land de Thuringe.

## Géographie
Bösleben se situe au sud du Bassin de Thuringe.
|           | Alkersleben           | Osthausen-Wülfershausen |
| Wipfratal | Bösleben-Wüllersleben | Witzleben               |
| Ilmtal    | Stadtilm              | Ilmtal                  |

## Histoire
La commune de Bösleben-Wüllersleben est créée en janvier 1967 de la fusion de Bösleben au nord et de Wüllersleben au sud.

## Source, notes et références
- (de) Cet article est partiellement ou en totalité issu de l’article de Wikipédia en allemand intitulé « Bösleben-Wüllersleben » (voir la liste des auteurs).